# 2023 في العراق
2023 في العراق هي قائمة بالأحداث التي وقعت في العراق خلال عام 2023.

## الحكم
- رئيس الجمهورية – عبد اللطيف رشيد
- رئيس الحكومة – محمد شياع السوداني

## وفيات

### يناير
- 19 يناير - علي داخل، ممثل عراقي.

### فبراير
- 9 فبراير - علي البهادلي، سياسي عراقي.
- 24 فبراير - آزادوهي صاموئيل، ممثلة عراقية.

### مارس
- 7 مارس - ابتسام عبد الله، روائية عراقية.

### ابربل
- 18 أبريل - محمود حسين، ممثل ومقدم برامج عراقي.

### مايو
- 7 مايو - محسن العزاوي، ممثل ومخرج عراقي.